# Leśno Rajza

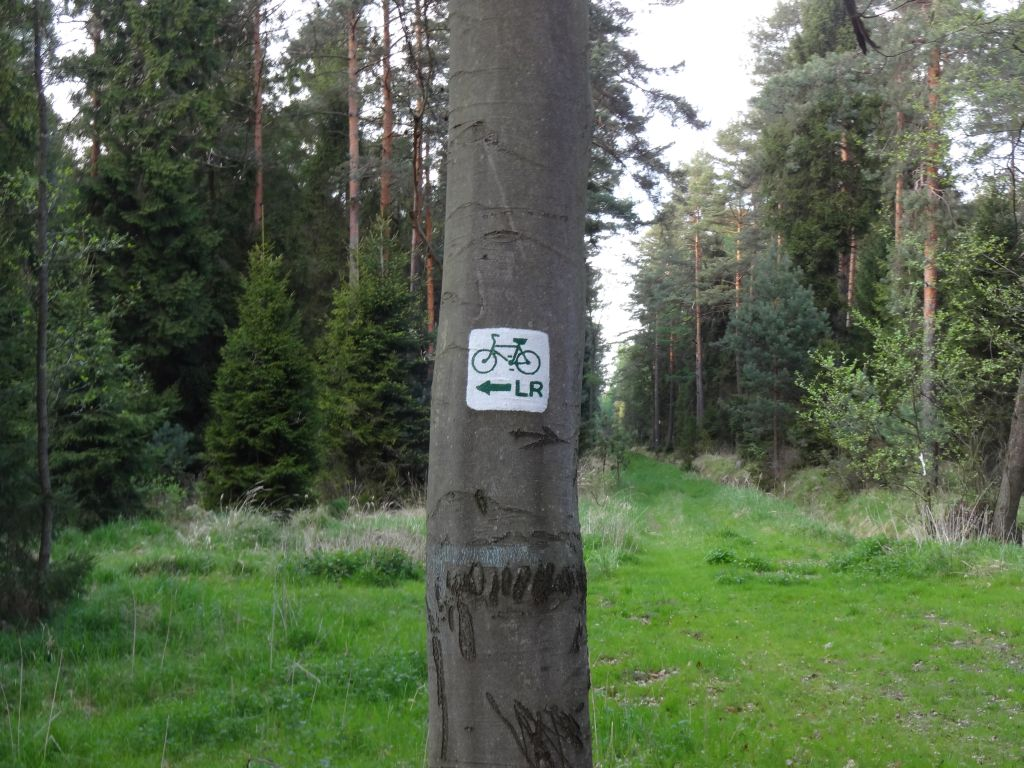
Oznaczenie szlaku

Leśno Rajza – szlak rowerowy przebiegający przez obszary leśne na terenie województwa śląskiego (powiaty: tarnogórski i lubliniecki). Stworzony został na podstawie porozumienia partnerskiego przez 6 gmin (Kalety, Świerklaniec, Koszęcin, Woźniki, Tworóg i Miasteczko Śląskie) w porozumieniu z Nadleśnictwami: Świerklaniec, Koszęcin oraz Brynek. Inicjatorem powstania szlaku był Jacek Lubos z Urzędu Miejskiego w Kaletach. Logo i nazwa wybrane zostały w konkursie przeprowadzonym w 2012 roku. Jego zwyciężczynią została Karolina Szeliga. Trasa szlaku przebiega przez gminy Kalety, Koszęcin, Miasteczko Śląskie, Świerklaniec, Lubliniec, Tworóg, Woźniki.

## Opis szlaku
Szlak składa się z:
- pętli głównej przebiegającej przez:

Kalety, Miasteczko Śląskie, Jezioro Chechło-Nakło, Świerklaniec, Brynica (Miasteczko Śląskie), Kolonia Woźnicka, Zalew Zielona, Kalety, Koszęcin, Piłka (gmina Koszęcin), Lubliniec, Pusta Kuźnica (powiat tarnogórski), Koty (województwo śląskie), Tworóg, Brynek, Hanusek, Mikołeska, Kalety. Szlak jest oznaczony zielonym symbolem LR. Długość pętli głównej wynosi około 90 km.
- tras dojazdowych do:
  - Nakło Śląskie – kościół Parafia Najświętszego Serca Pana Jezusa w Nakle Śląskim
  - Kozłowa Góra (zbiornik)
  - rezerwat Góra Grojec
  - Woźniki
- małej pętli wokół Jezioro Chechło-Nakło
- tras rowerowych Miasteczka Śląskiego:
  - trasa nr 1 (czerwona) o długości 27,1 km. Od rynku Miasteczko Śląskie trasa numer nr 1 prowadzi do zajazdu w Żyglinku przy skrzyżowaniu ul. Śląskiej i Woźnickiej. Przy zajeździe rozpoczyna się pętla: zajazd w Żyglinku, Szyndros, Żyglin-Żyglinek, Bibiela, Lisia Góra, Ostra Góra, Stuletnia Droga, Żyglinek Wodociągi, Jurna Góra, zajazd w Żyglinku.
  - trasa nr 23 (niebieska). Pętla: Bibiela, Bagno Bruch, Mieczysko, Bibiela o długości 11,0 km.
  - trasa nr 32 (żółta) o długości 7,0 km. Trasa dojazdowa od strony leśniczówki Miasteczko Śląskie w kierunku Jezioro Chechło-Nakło przez rynek w Miasteczku Śląskim.
  - trasa nr 426 (żółta) o długości 12,8 km. Przebieg: Jezioro Chechło-Nakło, Żyglin-Żyglinek, Szyndros, Pasieki (zatopiona kopalnia), Mieczysko, Kolonia Woźnicka[4].

Mapa poglądowa

## Mapy
- Plakat skala 1:50 000 – format A1
- Atlas skala 1:50 000 – format A4 (10 stron)